# Begonia tambelanensis
Begonia tambelanensis là một loài thực vật có hoa trong họ Thu hải đường. Loài này được (Irmsch.) Kiew mô tả khoa học đầu tiên năm 2003.